# Chemnitzer Fußballclub 2022-2023
Questa voce raccoglie le informazioni riguardanti il Chemnitzer Fußballclub nelle competizioni ufficiali della stagione 2022-2023.

## Stagione
Nella stagione 2022-2023 il Chemnitz, allenato da Christian Tiffert, concluse il campionato di Regionalliga Nordest al 8º posto. In Coppa di Germania il Chemnitz fu eliminato al primo turno dall'Union Berlino.

## Rosa
| N. |                                 | Ruolo | Calciatore        |
| -- | ------------------------------- | ----- | ----------------- |
| 1  | Rep. Ceca (bandiera)            | P     | Jakub Jakubov     |
| 2  | Bosnia ed Erzegovina (bandiera) | D     | Jasin Jusić       |
| 3  | Germania (bandiera)             | D     | Marius Schreiber  |
| 4  | Germania (bandiera)             | D     | Niclas Walther    |
| 5  | Austria (bandiera)              | D     | Stefan Pribanovic |
| 6  | Germania (bandiera)             | C     | Dominik Pelivan   |
| 7  | Germania (bandiera)             | C     | Jannick Wolter    |
| 8  | Turchia (bandiera)              | C     | Okan Kurt         |
| 9  | Germania (bandiera)             | A     | Furkan Kircicek   |
| 10 | Germania (bandiera)             | A     | Stephan Mensah    |
| 10 | Svizzera (bandiera)             | A     | Kilian Pagliuca   |
| 11 | Germania (bandiera)             | A     | Michel Ulrich     |
| 13 | Germania (bandiera)             | A     | Max Roscher       |
| 14 | Germania (bandiera)             | C     | Tim Campulka      |
| 15 | Germania (bandiera)             | D     | Chris Löwe        |

| N. |                       | Ruolo | Calciatore        |
| -- | --------------------- | ----- | ----------------- |
| 17 | Germania (bandiera)   | C     | Lucas Arnold      |
| 18 | Germania (bandiera)   | C     | Stanley Keller    |
| 21 | Germania (bandiera)   | D     | Robert Zickert    |
| 22 | Kazakistan (bandiera) | D     | Robert Berger     |
| 23 | Germania (bandiera)   | A     | Felix Brügmann    |
| 24 | Germania (bandiera)   | D     | Max Verhülsdonk   |
| 25 | Germania (bandiera)   | C     | Roman Eppendorfer |
| 26 | Germania (bandiera)   | C     | Lukas Stagge      |
| 28 | Germania (bandiera)   | C     | Robin Frömmel     |
| 29 | Germania (bandiera)   | D     | Tim Kortüm        |
| 30 | Germania (bandiera)   | P     | Alexander Dorfs   |
| 32 | Germania (bandiera)   | P     | Stanley Birke     |
| 32 | Germania (bandiera)   | P     | David Wunsch      |
| 38 | Germania (bandiera)   | C     | Tobias Müller     |

## Organigramma societario
Area tecnica
- Allenatore: Christian Tiffert
- Allenatore in seconda: Niklas Hoheneder
- Preparatore dei portieri: Paul Küas
- Preparatori atletici:
- Analisi video:

## Calciomercato

### Sessione estiva
| Acquisti | Acquisti          | Acquisti             | Acquisti |
| R.       | Nome              | da                   | Modalità |
| -------- | ----------------- | -------------------- | -------- |
| A        | Stephan Mensah    | Rosenheim 1860       |          |
| D        | Robert Berger     | Lokomotive Lipsia    |          |
| P        | Stanley Birke     | Chemnitz U17         |          |
| D        | Stefan Pribanovic | Germania Halberstadt |          |
| D        | Marius Schreiber  | Chemnitz U19         |          |
| C        | Lukas Stagge      | Union Fürstenwalde   |          |
| A        | Michel Ulrich     | Berliner AK 07       |          |

| Cessioni | Cessioni         | Cessioni          | Cessioni |
| R.       | Nome             | a                 | Modalità |
| -------- | ---------------- | ----------------- | -------- |
| D        | Nils Köhler      | Gütersloh         |          |
| C        | Simon Roscher    | Rot-Weiß Erfurt   |          |
| D        | Lukas Aigner     | Schweinfurt 05    |          |
| A        | Benjika Caciel   | Kickers Würzburg  |          |
| D        | Jonas Dittrich   | VfB Auerbach      |          |
| P        | Isa Doğan        | Lokomotive Lipsia |          |
| A        | Kevin Freiberger | Gütersloh         |          |
| C        | Riccardo Grym    | Lokomotive Lipsia |          |

## Risultati

### Regionalliga Nordest

#### Girone di andata
| Arbitro: | Ostrin |

|                                |           |  |
| Pagliuca 18’, 41’ Brügmann 69’ | Marcatori |  |

| Greifswald 14 agosto 2022, ore 13:00 CEST 2ª giornata | Greifswalder | 0 – 0 referto | Chemnitz | Volksstadion (2 218 spett.)\| Arbitro: \| Vierock \| |
| Arbitro:                                              | Vierock      |               |          |                                                      |

| Arbitro: | Müller |

|              |           |  |
| Brügmann 50’ | Marcatori |  |

| Arbitro: | Bartnitzki |

|            |           |            |
| Eilers 76’ | Marcatori | 30’ Stagge |

| Arbitro: | Vierock |

|  |           |                                       |
|  | Marcatori | 35’ Mergel 75’ Hajrulla 80’ Seidemann |

| Arbitro: | Wilske |

|                                  |           |             |
| Kujović 2’ Hasse 17’ Geisler 90’ | Marcatori | 78’ Walther |

| Arbitro: | Jessen |

|  |           |          |
|  | Marcatori | 80’ Mast |

| Arbitro: | Rose |

|                                |           |                                              |
| Uzan 33’ Zeiger 53’ Mensah 60’ | Marcatori | 15’ Brügmann 23’ Kircicek 73’ (aut.) Liebelt |

| Arbitro: | Wartmann |

|                       |           |  |
| Stagge 7’ Roscher 12’ | Marcatori |  |

| Arbitro: | Ventzke |

|  |           |                       |
|  | Marcatori | 27’ Stagge 90’ Ulrich |

| Arbitro: | Wien |

|                                             |           |  |
| Zickert 8’ Brügmann 19’ Löwe 40’ Keller 79’ | Marcatori |  |

| Arbitro: | Müller |

|                         |           |                                                    |
| Seaton 4’ Schneider 50’ | Marcatori | 25’ Kircicek 62’, 78’ Brügmann 74’ (rig.) Campulka |

| Arbitro: | Allwardt |

|  |           |                        |
|  | Marcatori | 7’ Brügmann 26’ Stagge |

| Arbitro: | Jessen |

|                                                           |           |  |
| Löwe 17’ Campulka 25’ Pagliuca 52’ (rig.) Kurt 88’ (rig.) | Marcatori |  |

| Arbitro: | Klemm |

|                       |           |                           |
| Atilgan 70’ Ziane 89’ | Marcatori | 40’ Kircicek 74’ Pagliuca |

| Arbitro: | Greif |

|             |           |           |
| Zickert 22’ | Marcatori | 42’ Čović |

| Arbitro: | Lukawski |

|                                         |           |  |
| Ogbaidze 26’ Küc 36’ (rig.) Theisen 74’ | Marcatori |  |

#### Girone di ritorno
| Arbitro: | Bartnitzki |

|  |           |             |
|  | Marcatori | 2’ Brügmann |

| Arbitro: | Rauschenberg |

|                         |           |  |
| Mensah 36’ Campulka 68’ | Marcatori |  |

| Berlino 10 febbraio 2023, ore 19:00 CET 20ª giornata | BFC Dynamo | 0 – 0 referto | Chemnitz | Sportforum Hohenschönhausen (2 304 spett.)\| Arbitro: \| Markhoff \| |
| Arbitro:                                             | Markhoff   |               |          |                                                                      |

| Arbitro: | Ostrin |

|                                       |           |  |
| Campulka 31’ (rig.), 35’ Brügmann 49’ | Marcatori |  |

| Arbitro: | Schipke |

|          |           |  |
| Ballo 3’ | Marcatori |  |

| Arbitro: | Vierock |

|  |           |                   |
|  | Marcatori | 10’, 66’ Hottmann |

| Arbitro: | Jessen |

|                                 |           |  |
| Mäder 42’ (rig.) Mauer 56’, 75’ | Marcatori |  |

| Arbitro: | Lämmchen |

|  |           |                |
|  | Marcatori | 89’ Breitkreuz |

| Luckenwalde 2 aprile 2023, ore 13:00 CEST 26ª giornata | Luckenwalde | 0 – 0 referto | Chemnitz | Werner-Seelenbinder-Stadion (573 spett.)\| Arbitro: \| Wiethüchter \| |
| Arbitro:                                               | Wiethüchter |               |          |                                                                       |

| Arbitro: | Strebinger |

|              |           |            |
| Campulka 22’ | Marcatori | 59’ Seidel |

| Arbitro: | Wien |

|  |           |                                            |
|  | Marcatori | 26’ (aut.) Raithel 39’ Müller 90’ Brügmann |

| Arbitro: | Ostrin |

|                              |           |  |
| Müller 44’, 68’ Kircicek 66’ | Marcatori |  |

| Arbitro: | Rauschenberg |

|                    |           |            |
| Campulka 7’ (rig.) | Marcatori | 2’ Gladrow |

| Arbitro: | Jessen |

|            |           |  |
| Verkamp 8’ | Marcatori |  |

| Arbitro: | Kohnert |

|            |           |             |
| Keller 24’ | Marcatori | 20’ Atilgan |

| Arbitro: | Ventzke |

|                                         |           |              |
| Rölke 9’ El-Jindaoui 24’ Abdullatif 73’ | Marcatori | 36’ Brügmann |

| Arbitro: | Hagemann |

|            |           |  |
| Keller 11’ | Marcatori |  |

### Coppa di Germania
| Arbitro: | Dankert |

|            |           |                             |
| Müller 62’ | Marcatori | 64’ Siebatcheu 114’ Behrens |

## Statistiche

### Statistiche di squadra
| Competizione      | Punti | In casa | In casa | In casa | In casa | In casa | In casa | In trasferta | In trasferta | In trasferta | In trasferta | In trasferta | In trasferta | Totale | Totale | Totale | Totale | Totale | Totale | DR  |
| Competizione      | Punti | G       | V       | N       | P       | Gf      | Gs      | G            | V            | N            | P            | Gf           | Gs           | G      | V      | N      | P      | Gf     | Gs     | DR  |
| ----------------- | ----- | ------- | ------- | ------- | ------- | ------- | ------- | ------------ | ------------ | ------------ | ------------ | ------------ | ------------ | ------ | ------ | ------ | ------ | ------ | ------ | --- |
| Regionalliga      | 52    | 17      | 9       | 4       | 4       | 27      | 11      | 17           | 5            | 6            | 6            | 20           | 22           | 34     | 14     | 10     | 10     | 47     | 33     | +14 |
| Coppa di Germania | -     | 1       | 0       | 0       | 1       | 1       | 2       | 0            | 0            | 0            | 0            | 0            | 0            | 1      | 0      | 0      | 1      | 1      | 2      | -1  |
| Totale            | 52    | 18      | 9       | 4       | 5       | 28      | 13      | 17           | 5            | 6            | 6            | 20           | 22           | 35     | 14     | 10     | 11     | 48     | 35     | +13 |

### Andamento in campionato
| Giornata  | 1 | 2 | 3 | 4 | 5 | 6  | 7  | 8  | 9 | 10 | 11 | 12 | 13 | 14 | 15 | 16 | 17 | 18 | 19 | 20 | 21 | 22 | 23 | 24 | 25 | 26 | 27 | 28 | 29 | 30 | 31 | 32 | 33 | 34 |
| --------- | - | - | - | - | - | -- | -- | -- | - | -- | -- | -- | -- | -- | -- | -- | -- | -- | -- | -- | -- | -- | -- | -- | -- | -- | -- | -- | -- | -- | -- | -- | -- | -- |
| Luogo     | C | T | C | T | C | T  | C  | T  | C | T  | C  | T  | T  | C  | T  | C  | T  | T  | C  | T  | C  | T  | C  | T  | C  | T  | C  | T  | C  | C  | T  | C  | T  | C  |
| Risultato | V | N | V | N | P | P  | P  | N  | V | V  | V  | V  | V  | V  | N  | N  | P  | V  | V  | N  | V  | P  | P  | P  | P  | N  | N  | V  | V  | N  | P  | N  | P  | V  |
| Posizione | 1 | 6 | 5 | 4 | 7 | 10 | 11 | 12 | 9 | 9  | 9  | 7  | 6  | 4  | 5  | 5  | 6  | 5  | 3  | 3  | 3  | 6  | 6  | 7  | 8  | 8  | 9  | 7  | 7  | 8  | 8  | 8  | 9  | 8  |

Legenda:

Luogo: C = Casa; T = Trasferta. Risultato: V = Vittoria; N = Pareggio; P = Sconfitta.

### Statistiche dei giocatori
| Giocatore      | Regionalliga | Regionalliga | Regionalliga | Regionalliga | Coppa di Germania | Coppa di Germania | Coppa di Germania | Coppa di Germania | Totale   | Totale | Totale      | Totale     |
| Giocatore      | Presenze     | Reti         | Ammonizioni  | Espulsioni   | Presenze          | Reti              | Ammonizioni       | Espulsioni        | Presenze | Reti   | Ammonizioni | Espulsioni |
| -------------- | ------------ | ------------ | ------------ | ------------ | ----------------- | ----------------- | ----------------- | ----------------- | -------- | ------ | ----------- | ---------- |
| L. Arnold      | 5            | 0            | 0            | 0            | 0                 | 0                 | 0                 | 0                 | 5        | 0      | 0           | 0          |
| R. Berger      | 30           | 0            | 8            | 1            | 1                 | 0                 | 0                 | 0                 | 31       | 0      | 8           | 1          |
| S. Birke       | 0            | 0            | 0            | 0            | 0                 | 0                 | 0                 | 0                 | 0        | 0      | 0           | 0          |
| F. Brügmann    | 33           | 11           | 7            | 0            | 1                 | 0                 | 0                 | 0                 | 34       | 11     | 7           | 0          |
| T. Campulka    | 33           | 7            | 5            | 0            | 1                 | 0                 | 0                 | 0                 | 34       | 7      | 5           | 0          |
| A. Dorfs       | 0            | 0            | 0            | 0            | 0                 | 0                 | 0                 | 0                 | 0        | 0      | 0           | 0          |
| R. Eppendorfer | 17           | 0            | 3            | 0            | 0                 | 0                 | 0                 | 0                 | 17       | 0      | 3           | 0          |
| R. Frömmel     | 0            | 0            | 0            | 0            | 0                 | 0                 | 0                 | 0                 | 0        | 0      | 0           | 0          |
| J. Jakubov     | 33           | 0            | 0            | 0            | 1                 | 0                 | 0                 | 0                 | 34       | 0      | 0           | 0          |
| J. Jusić       | 3            | 0            | 2            | 0            | 0                 | 0                 | 0                 | 0                 | 3        | 0      | 2           | 0          |
| S. Keller      | 25           | 3            | 0            | 0            | 1                 | 0                 | 0                 | 0                 | 26       | 3      | 0           | 0          |
| F. Kircicek    | 28           | 4            | 4            | 1            | 1                 | 0                 | 0                 | 0                 | 29       | 4      | 4           | 1          |
| T. Kortüm      | 0            | 0            | 0            | 0            | 0                 | 0                 | 0                 | 0                 | 0        | 0      | 0           | 0          |
| O. Kurt        | 27           | 1            | 3            | 0            | 1                 | 0                 | 0                 | 0                 | 28       | 1      | 3           | 0          |
| C. Löwe        | 24           | 2            | 6            | 1            | 0                 | 0                 | 0                 | 0                 | 24       | 2      | 6           | 1          |
| S. Mensah      | 20           | 1            | 2            | 0            | 1                 | 0                 | 0                 | 0                 | 21       | 1      | 2           | 0          |
| T. Müller      | 20           | 3            | 3            | 0            | 1                 | 1                 | 0                 | 0                 | 21       | 4      | 3           | 0          |
| K. Pagliuca    | 31           | 4            | 9            | 1            | 1                 | 0                 | 0                 | 0                 | 32       | 4      | 9           | 1          |
| D. Pelivan     | 12           | 0            | 2            | 0            | 1                 | 0                 | 0                 | 0                 | 13       | 0      | 2           | 0          |
| S. Pribanovic  | 5            | 0            | 1            | 0            | 0                 | 0                 | 0                 | 0                 | 5        | 0      | 1           | 0          |
| M. Roscher     | 10           | 1            | 2            | 0            | 1                 | 0                 | 0                 | 0                 | 11       | 1      | 2           | 0          |
| M. Schreiber   | 2            | 0            | 0            | 0            | 0                 | 0                 | 0                 | 0                 | 2        | 0      | 0           | 0          |
| L. Stagge      | 28           | 4            | 3            | 0            | 1                 | 0                 | 0                 | 0                 | 29       | 4      | 3           | 0          |
| M. Ulrich      | 30           | 1            | 4            | 0            | 1                 | 0                 | 0                 | 0                 | 31       | 1      | 4           | 0          |
| M. Verhülsdonk | 0            | 0            | 0            | 0            | 0                 | 0                 | 0                 | 0                 | 0        | 0      | 0           | 0          |
| N. Walther     | 29           | 1            | 9            | 1            | 1                 | 0                 | 1                 | 0                 | 30       | 1      | 10          | 1          |
| J. Wolter      | 2            | 0            | 0            | 0            | 0                 | 0                 | 0                 | 0                 | 2        | 0      | 0           | 0          |
| D. Wunsch      | 2            | 0            | 0            | 0            | 0                 | 0                 | 0                 | 0                 | 2        | 0      | 0           | 0          |
| R. Zickert     | 31           | 2            | 9            | 0            | 1                 | 0                 | 0                 | 0                 | 32       | 2      | 9           | 0          |